# Колодянка
Коло́дянка — село в Україні, у Ярунській сільській громаді Звягельського району Житомирської області. Населення становить 833 осіб.

## Історія
Село засноване на початку XVII ст.
У 1906 році село Смолдирівської волості Новоград-Волинського повіту Волинської губернії. Відстань від повітового міста 25 верст, від волості 6. Дворів 93, мешканців 517.
Радянськими військами населений пункт був окупований у січні 1918 року.
На фронтах німецько-радянської війни 1941—1945 рр. воювало 170 чоловік; 10 — у складі партизанського загону «25 років Радянської України», загинуло 73 чоловіка. За героїзм, виявлений у боротьбі з військами гітлерівської коаліції, 38 мешканців села відзначено урядовими нагородами.
На честь загиблих односельців і воїнів, які брали участь у звільненні села від військ гітлерівської коаліції, споруджено обеліск 
Серед історичних згадок про село є одна, що належить до періоду Голодомору 1932—1933 років. В ті часи існували так звані «Чорні дошки», і до їх списку було занесено колгосп «Перемога».
Під час Голокосту посеред поля тут було вбито й закопано у чотирьох масових похованнях близько ста євреїв з Колодянки й прилеглих територій. Поле зараз використовується як пасовище. Точне положення поховань під час археологічних досліджень у квітні 2017 року визначити не вдалося. Неподалік від пасовища напроти залізничної станції у 1990-х роках було встановлено пам’ятник, який нагадує про вбитих. У межах проєкту «Захистимо пам’ять» поряд з пам’ятником у червні 2019 року було споруджено інформаційну стелу.

## Населення

### Мова
Розподіл населення за рідною мовою за даними :
| Мова       | Кількість | Відсоток |
| ---------- | --------- | -------- |
| українська | 827       | 99.28%   |
| російська  | 5         | 0.60%    |
| вірменська | 1         | 0.12%    |
| Усього     | 833       | 100%     |

## Церква
Парафіяни села прагнули перейти до Київського Патріархату. У жовтні 2015 року мешканці села провели загальнопарафіяльні збори, де майже одноголосно проголосували за перехід до УПЦ Київського патріархату.
Після закінчення будівництва нової церкви, яке тривало понад двадцять років, парафіяни зареєструвати нову громаду УПЦ КП.
30 грудня 2015 року парафія Святого Миколая УПЦ МП села Колодянка перейшла в юрисдикцію УПЦ Київського патріархату. Відбулося освячення новозбудованої церкви Святого Миколая архієпископом Житомирським і Овруцьким Ізяславом, проведено перше богослужіння українською мовою.
Стара будівля церкви Святого Миколая наразі реставрується, однак богослужіння проводяться, як раніше парафією Московського патріархату.